# Савкино (Пермский край)
Савкино — деревня в составе Ильинского городского округа в Пермском крае.

## Географическое положение
Деревня расположена на расстоянии примерно 9 километров на запад-северо-запад по прямой от города Чёрмоз.

## Климат
Климат характеризуется как умеренно континентальный, с продолжительной холодной зимой и коротким летом. Средняя многолетняя температура самого холодного месяца (января) составляет −15,3—14,7 °С, температура самого тёплого (июля) 17,4—18,2 °С. Продолжительность холодного периода составляет 5 месяцев, теплого 7 месяцев, а смена их происходит в октябре — осенью, весной в первой половине апреля.

## История
Деревня до 2020 года входила в состав Чёрмозского городского поселения Ильинского района. После упразднения обоих муниципальных образований входит в состав Ильинского городского округа.

## Население
Постоянное население составляло 3 человека в 2002 году (100 % русские), 5 человек в 2010 году.